# NMDP
Национальная Программа Донорства костного мозга (англ. The National Marrow Donor Program, NMDP) — некоммерческая организация, основанная в 1986 году и базирующаяся в Миннеаполисе, штат Миннесота, которая привлекает добровольцев в регистр доноров гемопоэтических клеток и пуповинной крови Be The Match Registry в США. 
NMDP имеет аккредитацию Всемирной Ассоциации Доноров Костного Мозга (WMDA)
Регистр Be The Match Registry является крупнейшим в мире регистром гемопоэтических клеток и единиц пуповинной крови. Гемопоэтические клетки и единицы пуповинной крови доноров из NMDP применяются для трансплантации пациентам с различными заболеваниями крови, костного мозга или иммунной системы. По состоянию на январь 2013 года, благодаря NMDP проведено более 55000 трансплантаций по всему миру.